# Olios ferrugineus
Olios ferrugineus là một loài nhện trong họ Sparassidae.
Loài này thuộc chi Olios. Olios ferrugineus được Carl Ludwig Koch miêu tả năm 1836.